# Amfis
Amfis (Amphis, Ἄμφις) fou un poeta còmic atenenc, contemporani del filòsof Plató. Encara era viu al 332 aC. Es conserven els títols de 26 dels seus poemes i fragments d'alguns d'ells.
Juli Pòl·lux sembla que es refereix a Amfis com a poeta de la comèdia mitjana, i les referències citades per ell mateix al filòsof Plató el situen a principis de la meitat del segle iv aC. El seu nom no és atenenc, i probablement fou de l'illa d'Andros, segons Kirchner.